# Rachel Hachlili
Rachel Hachlili (1935-2019; רחל חכלילי, pronunciado Rajel Jajili) fue una arqueóloga israelí. Ocupó una cátedra en la Universidad de Haifa (Instituto Zinman de Arqueología) desde 1984 hasta su jubilación. Su trabajo académico se centra en las sinagogas antiguas y los símbolos judíos. Falleció a principios de 2019.

## Biografía

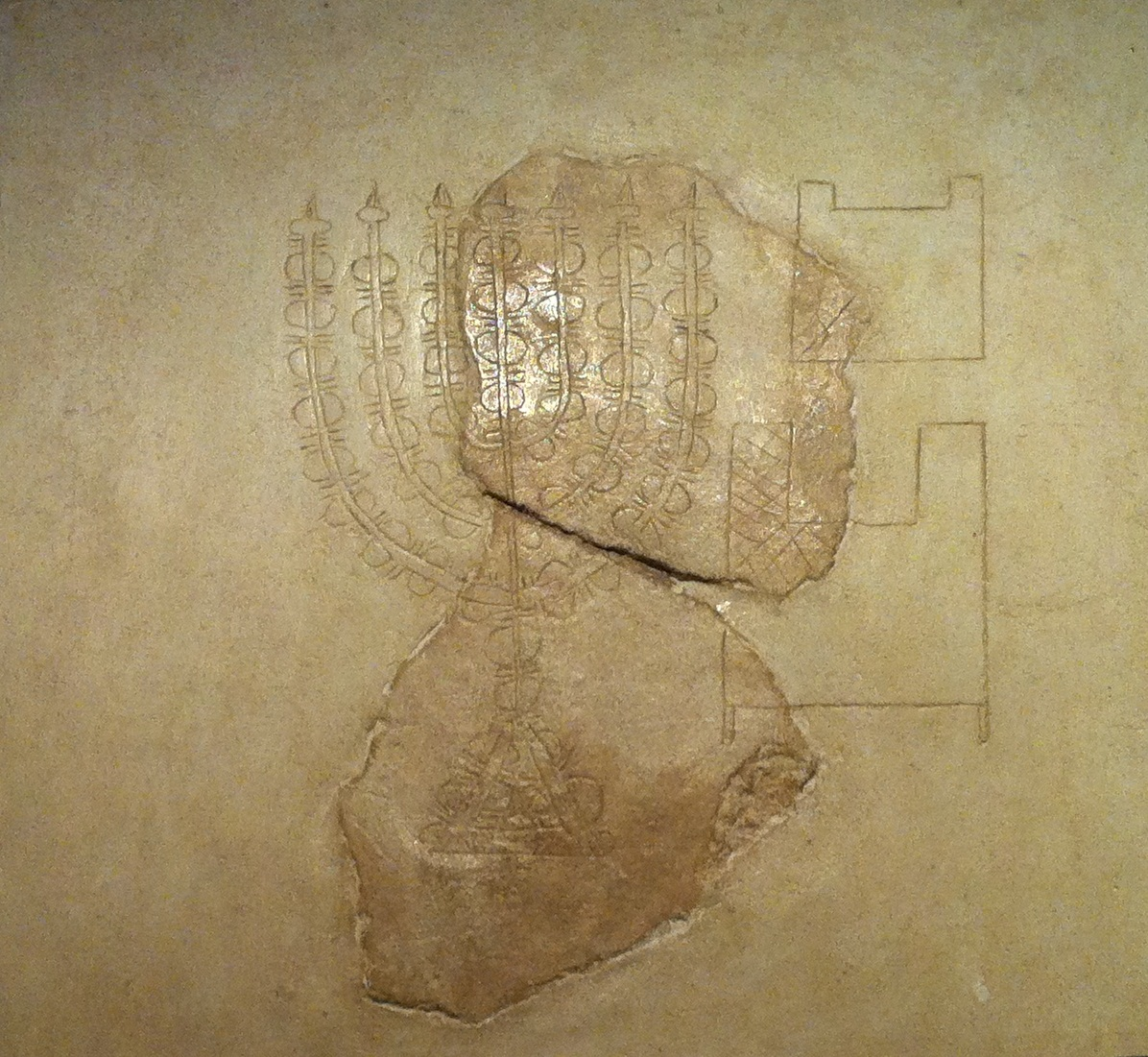
Este grafito en el barrio herodiano de Jerusalén permitió a Rachel Hachlili reconstruir la apariencia de la Menorá en el Segundo Templo.

Hachlili nació en 1935. Estudió arqueología en la Universidad Hebrea de Jerusalén (se doctoró en 1971) y perteneció al grupo de estudiantes de Michael Avi-Yonah, de quien fue ayudante en sus últimos años. El enfoque histórico del arte de Avi-Yonah influyó en la investigación de Hachlili. Su tesis doctoral se titulaba Arquitectura y Decoración Sagrada en el Oriente Helenístico-Romano.
Hachlili dirigió excavaciones de rescate en la necrópolis judía de Jericó (1975-1978) y la excavación de la sinagoga de Qaṣrin en el Golán, esta última junto con Zvi Ma'oz y Ann E. Killebrew. Junto con Killebrew estudió Qazion (1992-1997), un centro de culto ubicado en el norte de Israel, en la frontera entre la antigua Fenicia y Galilea.
Como estudiante, Hachlili trabajó en el Museo Judío de Nueva York durante tres años (1966-1968). Fue también curadora adjunta de varias exposiciones en el Museo de Israel en Jerusalén y se creó la exposición permanente en el Museo Hecht de Haifa así como varias exposiciones especiales.

## Publicaciones (selección)
- The Niche and the Ark in Ancient Synagogues . En: BASOR 223 (octubre de 1976), págs. 43–53.
- The Zodiac in Ancient Jewish Art: Representation and Significance. En: BASOR 228 (diciembre de 1977), pp. 61-77.
- The Zodiac in Ancient Jewish Synagogal Art: A Review. En: JSQ 9 (2002), págs. 219-258. El mismo tema actualizado después de 25 años.
- Ancient Jewish Art and Archaeology in the Land of Israel. Brill, Leiden / Nueva York / Copenhague / Colonia 1988. ISBN 90-0408115-1 .
- Ancient Jewish Art and Archaeology in the Diaspora. Brill, Leiden/Boston/Colonia 1998. ISBN 9004108785 .
- The Menorah, the Ancient Seven-armed Candelabrum: Origin, Form, and Significance, Brill Leiden / Boston / Colonia 2001. ISBN 90-04-12017-3 .
- Jewish Funerary Customs. Practices and Rites in the Second Temple Period (Journal of the Study of Judaism. Supplement, vol. 94). Brill, Leiden/Boston/Colonia 2005, ISBN 90-04-12373-3 .
- Ancient Mosaic Pavements. Themes, Issues, and Trends. Selected Studies. Brill, Leiden / Boston / Colonia 2009. ISBN 978-90-04-16754-4 .
- Ancient Synagogues – Archaeology and Art: New Discoveries and Current Research (Handbook of Oriental Studies, Section 1: Ancient Near East. Vol. 105). Brill, Leiden / Boston / Colonia 2013. ISBN 978-90-04-25773-3 .
- The Menorah. Evolving into the Most Important Jewish Symbol . Brill, Leiden/Boston 2018. ISBN 978-90-04-37502-4 .